# 알타이바
알타이바(Al-Taybah, 아랍어: الطيبة, 타이이바 또는 타이바로도 표기)는 시리아 동부에 있는 마을로, 행정 구역상 홈스주에 속한다. 동쪽으로는 유프라테스강, 서쪽으로는 알수크나 및 알카움 마을과 가까운 시리아 사막에 위치한다. 시리아의 다른 많은 사막 도시들과 마찬가지로 샘물에 의해 형성된 오아시스에 자리 잡고 있다. 시리아 중앙통계국(CBS)에 따르면, 2004년 인구 조사에서 알타이바의 인구는 2,413명이었다.

## 역사
알타이바는 '좋은'이라는 뜻의 아랍어 이름이다. 13세기 초 시리아 지리학자 야쿠트 알하마위는 알타이바를 "팔미라와 알레포 사이에 있는 우르드 지역의 마을"이라고 기록했다. 그는 이 마을이 타글리브 부족 영토의 서쪽 경계를 나타낸다고 언급했다.
알타이바는 오스만 통치(1517~1918) 기간 중 1616년 이탈리아 탐험가 피에트로 델라 발레가 방문했으며, 그는 마을에 여러 "오래된 유물"이 존재한다고 언급했다. 모스크는 잘 관리되어 있었고 이전에 교회 탑으로 사용되었던 것으로 보였다. 주택은 진흙 오두막으로 이루어져 있었고, 많은 오두막이 고대 석조 기둥으로 보강되어 있었다.

### 근대 시대
이 마을은 18세기 어느 시점에 버려졌고, 주민들은 인근 알수크나로 이주했다. 1838년 알타이바는 영국 학자 엘리 스미스에 의해 버려진 마을로 분류되었다. 현대 정착촌은 1870년 알타이바에서 17세기에 이주한 후손 중 한 명이자 알수크나 주민이 데이르에조르의 주지사로부터 허가를 받아 설립되었다. 그는 열두 가구와 함께 새로운 마을을 세웠다. 오스만군은 이후 그곳에 국가 헌병 초소를 설치했다.
1914년에서 1918년 사이 제1차 세계 대전 중 오스만 제국의 시리아 통치에 도전이 일어났을 때, 알타이바는 이 지역의 베두인 부족민들의 습격과 약탈을 받아 마을 주민들의 두 번째 대탈출이 발생했다. 프랑스 위임통치가 알타이바의 안보를 회복하면서 마을은 재정착되었다. 1960년 시리아 인구 조사에서 이 마을의 인구는 220명이었다.
시리아 내전 중 이라크 레반트 이슬람 국가(ISIL)가 이 마을을 점령했다. 2017년 8월 20일, 시리아군은 알카움 축선에 있는 자신들의 진지에서 알타이바 지역을 공격하여 ISIL의 최전선을 돌파했다. ISIL은 자신들의 진지를 유지하지 못하고 알타이바에서 퇴각했으며, 시리아군은 짧은 전투 끝에 통제권을 확보했다.

## 참고 문헌
- Fowden, Elizabeth Kay (1999). 《The Barbarian Plain: Saint Sergius Between Rome and Iran》. Berkely and Los Angeles: University of California Press. ISBN 978-0-520-21685-3.
- Lewis, Norman (2000). 〈The Syrian Steppe during the Last Century of Ottoman Rule: Hawran and the Palmyrena〉.   Mundy, Martha; Musallam, Basim. 《The Transformation of Nomadic Society in the Arab East》. Cambridge: Cambridge University Press. 33–43쪽. ISBN 0521770572.
- Musil, A. (1928). 《Palmyrena: A Topographical Itinerary》. American Geographical Society..
- Le Strange, G. (1890). 《Palestine Under the Moslems: A Description of Syria and the Holy Land from A.D. 650 to 1500》. London: Committee of the Palestine Exploration Fund. OCLC 1004386.
- Robinson, E.; Smith, E. (1841). 《Biblical Researches in Palestine, Mount Sinai and Arabia Petraea: A Journal of Travels in the year 1838》 3. Boston: 크로커 앤 브루스터.